# Quebra-cabeça deslizante

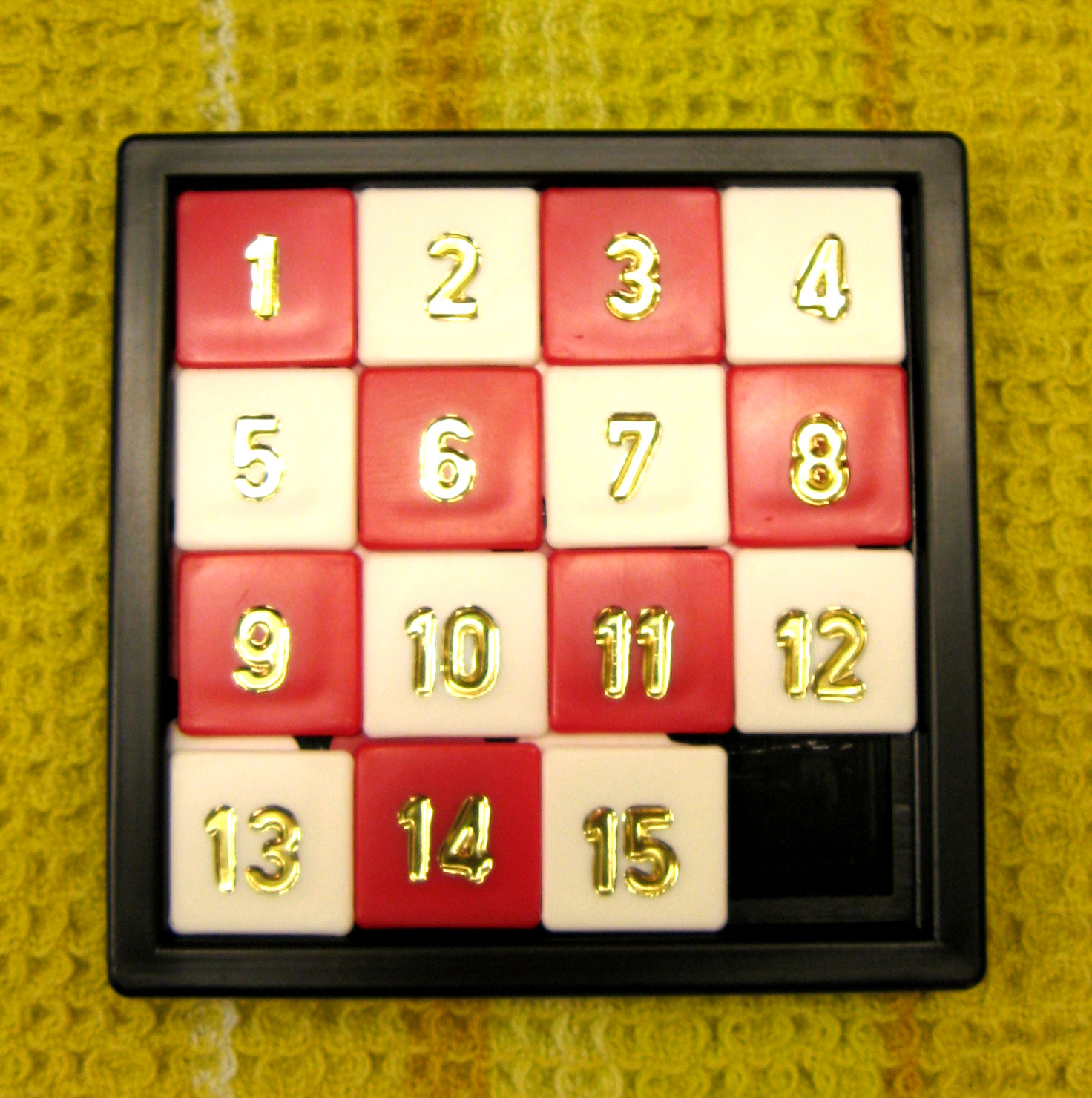
Um quebra-cabeça deslizante de 15 peças

Um quebra-cabeça deslizante, quebra-cabeça de blocos deslizantes ou quebra-cabeça de peças deslizantes é um quebra-cabeça de combinação em que o jogador desliza peças (geralmente planas) ao longo de certas rotas (geralmente em um tabuleiro) para chegar a uma determinada configuração. As peças a serem movidas possuem gravações que podem consistir em formas simples ou podem ser cores, padrões, seções de uma imagem maior (como um quebra-cabeça), números ou letras.
Quebra-cabeças deslizantes são essencialmente bidimensionais por natureza, mesmo que o deslizamento seja facilitado por peças mecanicamente interligadas (como bolinhas de gude parcialmente encaixadas) ou peças tridimensionais. Podem ser de madeira e plástico manufaturados, e a ligação e o encaixe geralmente são obtidos em combinação, por meio de canais de encaixe e espiga ao longo das bordas das peças. Em pelo menos uma exemplar antigo do popular jogo chinês Huarong Road, uma tela de arame impede o levantamento das peças, que permanecem soltas. Como mostra a ilustração, alguns quebra-cabeças deslizantes são quebra-cabeças mecânicos . No entanto, os acessórios mecânicos geralmente não são essenciais para esses quebra-cabeças; as peças podem muito bem ser peças em um tabuleiro plano que são movidas de acordo com certas regras.
Ao contrário dos quebra-cabeças de turismo, em um quebra-cabeça de blocos deslizantes não se pode levantar qualquer peça do tabuleiro. Esta propriedade separa os quebra-cabeças deslizantes dos quebra-cabeças de rearranjo . Parte importante da resolução destes quebra-cabeças é encontrar movimentos e os caminhos abertos por cada movimento dentro dos limites bidimensionais do tabuleiro.
O tipo mais antigo de quebra-cabeça deslizante é o quebra-cabeça de quinze, inventado por Noyes Chapman em 1880; Sam Loyd é muitas vezes erroneamente creditado por tornar os quebra-cabeças deslizantes populares com base em sua falsa alegação de que ele inventou o quebra-cabeça de quinze. A invenção de Chapman deu início a uma onda de quebra-cabeças no início da década de 1880. 
Da década de 1950 até a década de 1980 foram muito populares os quebra-cabeças deslizantes que usavam letras para formar palavras. Quebra-cabeças deste tipo têm várias soluções possíveis, como pode ser visto em exemplos como Ro-Let (um quebra-cabeça de quinze letras), Scribe-o (4x8) e Lingo . 
O quebra-cabeça dos quinze foi informatizado (como jogos de quebra-cabeça ) e exemplos estão disponíveis para jogar gratuitamente online em muitas páginas da Web. É um descendente do quebra-cabeça tradicional, pois seu objetivo é formar uma imagem na tela. Diferente do quebra-cabeças deslizante, a imagem é completada quando todas as peças são corretamente alinhadas, e o último quadrado do quebra-cabeça é exibido automaticamente, completando a figura.

## Teoria dos grupos
Como um exemplo famoso do quebra-cabeça deslizante, pode-se provar que o quebra-cabeça 15 pode ser representado pelo grupo alternado {\displaystyle A_{15}},  porque as combinações do quebra-cabeça 15 podem ser geradas por 3 ciclos . Na verdade, qualquer quebra-cabeças deslizante de {\displaystyle n\times m}, com peças quadradas de tamanho igual, pode ser representado por {\displaystyle A_{nm-1}} .

## Galeria

Um quebra-cabeça de 15 resolvido
Um quebra-cabeça de 15 letras resolvido, formando uma frase
Um quebra-cabeça de 15 resolvido, mostrando uma imagem
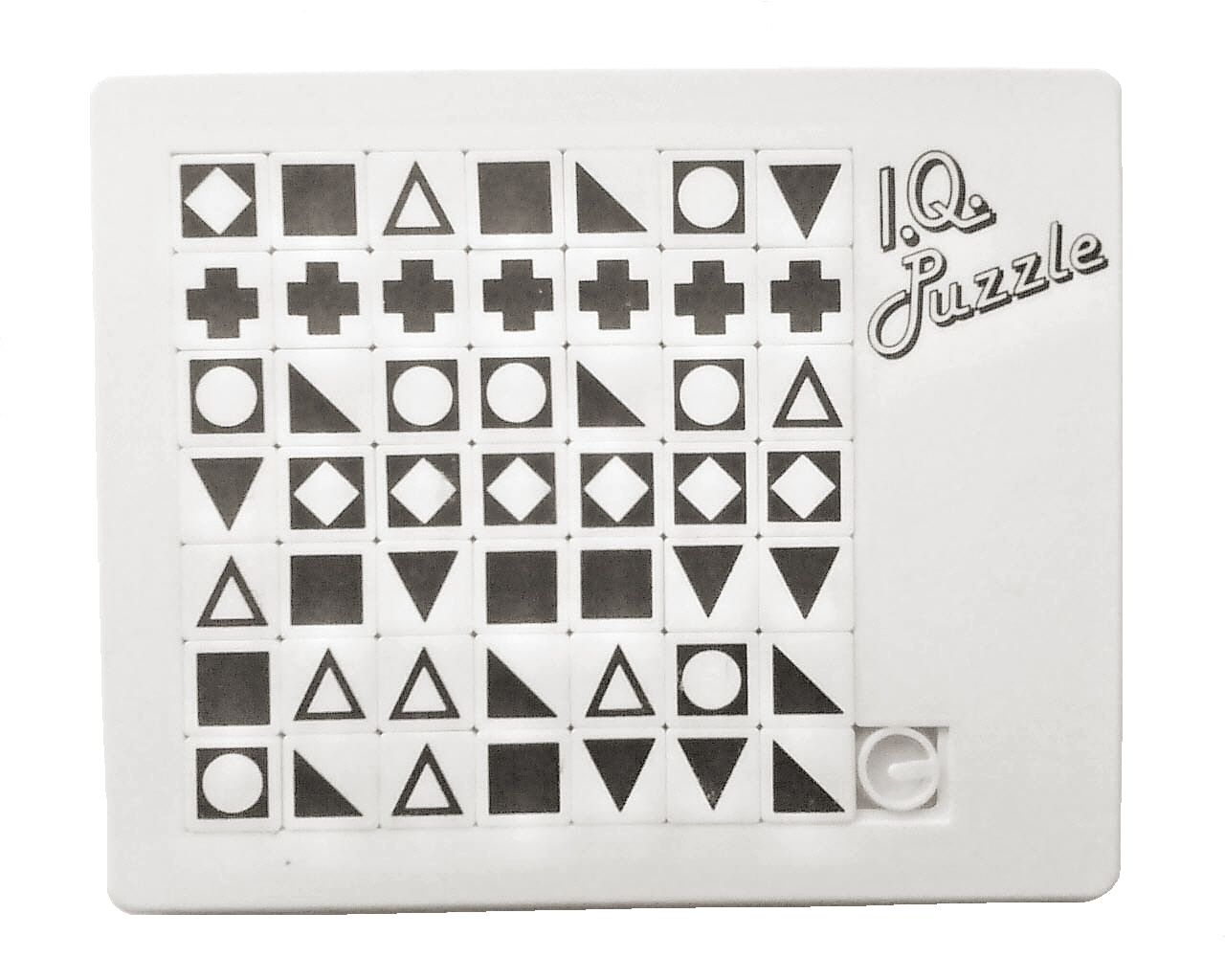
Um quebra-cabeça deslizante 7x7. O objetivo é que cada imagem apareça apenas uma vez horizontalmente, verticalmente e diagonalmente. Há mais de uma solução para este quebra-cabeça.
Um quebra-cabeça deslizante 3x3 com um personagem de história em quadrinhos. A imagem é completada quando todas as peças estão no lugar
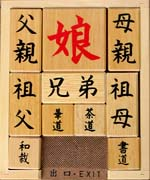
Um exemplo do quebra-cabeça de Klotski
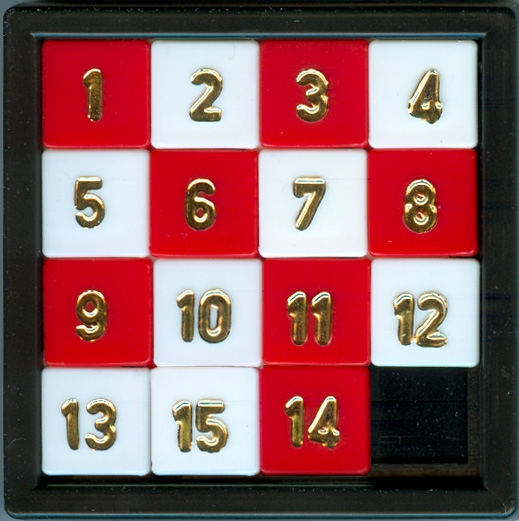
Um quebra-cabeça insolúvel devido às peças não estarem em uma permutação uniforme

## Exemplos de quebra-cabeças deslizantes
- Quebra-cabeça de quinze
- Klotsky
- Cubo negativo
- Hora do Rush
- Sokoban
- escorregador de Rubik